# Cantonul Villamblard
Cantonul Villamblard este un canton din arondismentul Bergerac, departamentul Dordogne, regiunea Aquitania, Franța.

## Comune
| Comune                     | Populație (1999) | Cod poștal | Cod INSEE |
| -------------------------- | ---------------- | ---------- | --------- |
| Beauregard-et-Bassac       | 276              | 24140      | 24031     |
| Beleymas                   | 257              | 24140      | 24034     |
| Campsegret                 | 387              | 24140      | 24077     |
| Clermont-de-Beauregard     | 124              | 24140      | 24123     |
| Douville                   | 452              | 24140      | 24155     |
| Église-Neuve-d'Issac       | 131              | 24400      | 24161     |
| Issac                      | 387              | 24400      | 24211     |
| Laveyssière                | 121              | 24130      | 24233     |
| Maurens                    | 1.047            | 24140      | 24259     |
| Montagnac-la-Crempse       | 378              | 24140      | 24285     |
| Saint-Georges-de-Montclard | 278              | 24140      | 24414     |
| Saint-Hilaire-d'Estissac   | 111              | 24140      | 24422     |
| Saint-Jean-d'Estissac      | 154              | 24140      | 24426     |
| Saint-Jean-d'Eyraud        | 188              | 24140      | 24427     |
| Saint-Julien-de-Crempse    | 214              | 24140      | 24431     |
| Saint-Martin-des-Combes    | 188              | 24140      | 24456     |
| Villamblard                | 878              | 24140      | 24581     |